# The 50th Anniversary Collection 1964
Albums de Bob Dylan
The Bootleg Series Vol. 11
(2014) Shadows in the Night
(2015)
The 50th Anniversary Collection 1964 est une compilation de Bob Dylan parue fin 2014. Ce coffret de neuf 33 tours rassemble des enregistrements réalisés par le chanteur cinquante ans auparavant, en 1964.
Comme ses prédécesseurs The 50th Anniversary Collection et The 50th Anniversary Collection 1963, la parution de cet album a pour objectif d'empêcher ces enregistrements d'entrer dans le domaine public en Europe, où la durée du droit d'auteur pour ce type d'œuvre a été prolongée de 50 à 70 ans après leur enregistrement, à condition qu'elles aient été publiées sous une forme ou une autre durant ces cinquante premières années. The 50th Anniversary Collection 1964 a été produit à un nombre réduit d'exemplaires par Sony Music Entertainment.

## Titres

### Face 1
Ces titres ont été enregistrés le 8 février 1964 aux studios CBC TV de Toronto.
| No | Titre                                | Durée |
| -- | ------------------------------------ | ----- |
| 1. | The Times They Are a-Changin'        | 2:36  |
| 2. | Talking World War III Blues          | 4:53  |
| 3. | The Lonesome Death of Hattie Carroll | 5:27  |
| 4. | A Hard Rain's a-Gonna Fall           | 6:02  |
| 5. | Restless Farewell                    | 5:03  |

### Face 2
- Le titre 1 a été enregistré le 25 février 1964 pour l'émission télévisée The Steve Allen Show.
- Les titres 2 à 6 ont été enregistrés en mai 1964 chez Eric Von Schmidt.

| No | Titre                                    | Durée |
| -- | ---------------------------------------- | ----- |
| 1. | The Lonesome Death of Hattie Carroll     | 6:04  |
| 2. | Bob and Eric Blues #1                    | 6:35  |
| 3. | Black Betty                              | 1:22  |
| 4. | Come All You Fair and Tender Ladies (en) | 4:48  |
| 5. | Florida Woman                            | 2:58  |
| 6. | Johnny Cuckoo                            | 3:47  |

### Face 3
Ces titres ont été enregistrés en mai 1964 chez Eric Von Schmidt.
| No | Titre                                  | Durée |
| -- | -------------------------------------- | ----- |
| 1. | Money Honey                            | 3:34  |
| 2. | More and More (en)                     | 4:00  |
| 3. | Mr. Tambourine Man                     | 6:11  |
| 4. | Susie Q                                | 5:36  |
| 5. | Harmonica Duet                         | 2:27  |
| 6. | Glory, Glory (Lay My Burden Down) (en) | 3:08  |

### Face 4
- Les titres 1 à 5 ont été enregistrés en mai 1964 chez Eric Von Schmidt.
- Le titre 6 a été enregistré en mai 1964 aux studios londoniens de la BBC.
- Le titre 7 a été enregistré le 14 mai 1964 aux studios Didsbury de Manchester.

| No | Titre                             | Durée |
| -- | --------------------------------- | ----- |
| 1. | Dr. Stangelove Blues              | 5:45  |
| 2. | Stoned on the Mountain            | 1:35  |
| 3. | Stoned on the Mountain            | 3:28  |
| 4. | Walkin' Down the Line             | 3:00  |
| 5. | Joshua Gone Barbados              | 4:03  |
| 6. | With God on Our Side              | 2:00  |
| 7. | Don't Think Twice, It's All Right | 3:15  |

### Face 5
Ces titres ont été enregistrés le 17 mai 1964 au Royal Festival Hall de Londres.
| No | Titre                                  | Durée |
| -- | -------------------------------------- | ----- |
| 1. | The Times They Are a-Changin           | 3:35  |
| 2. | Girl from the North Country            | 3:49  |
| 3. | Who Killed Davey Moore?                | 3:17  |
| 4. | Talkin' John Birch Paranoid Blues (en) | 3:28  |
| 5. | Ballad of Hollis Brown                 | 5:55  |
| 6. | It Ain't Me, Babe                      | 4:29  |

### Face 6
Ces titres ont été enregistrés le 17 mai 1964 au Royal Festival Hall de Londres.
| No | Titre                  | Durée |
| -- | ---------------------- | ----- |
| 1. | Walls of Red Wing (en) | 4:00  |
| 2. | Chimes of Freedom      | 7:32  |
| 3. | Mr. Tambourine Man     | 6:37  |
| 4. | Eternal Circle         | 2:59  |

### Face 7
Ces titres ont été enregistrés le 17 mai 1964 au Royal Festival Hall de Londres.
| No | Titre                             | Durée |
| -- | --------------------------------- | ----- |
| 1. | A Hard Rain's a-Gonna Fall        | 7:44  |
| 2. | Talkin' World War III Blues       | 5:41  |
| 3. | Don't Think Twice, It's All Right | 5:08  |
| 4. | Only a Pawn in Their Game         | 5:47  |

### Face 8
Ces titres ont été enregistrés le 17 mai 1964 au Royal Festival Hall de Londres.
| No | Titre                                | Durée |
| -- | ------------------------------------ | ----- |
| 1. | With God on Our Side                 | 6:20  |
| 2. | The Lonesome Death of Hattie Carroll | 6:54  |
| 3. | Restless Farewell                    | 7:13  |
| 4. | When the Ship Comes In               | 3:39  |

### Face 9
Ces titres ont été enregistrés le 9 juin 1964, lors des séances pour l'album Another Side of Bob Dylan.
| No | Titre                                                                | Durée |
| -- | -------------------------------------------------------------------- | ----- |
| 1. | Denise                                                               | 3:01  |
| 2. | It Ain't Me, Babe (prise 1)                                          | 2:07  |
| 3. | Spanish Harlem Incident (prise 3)                                    | 3:09  |
| 4. | Spanish Harlem Incident (prise 3)                                    | 1:31  |
| 5. | Ballad in Plain D (en) (prise 2)                                     | 2:02  |
| 6. | I Don't Believe You (She Acts Like We Never Have Met) (en) (prise 1) | 4:07  |
| 7. | I Don't Believe You (She Acts Like We Never Have Met) (prise 3)      | 3:56  |

### Face 10
Ces titres ont été enregistrés le 9 juin 1964, lors des séances pour l'album Another Side of Bob Dylan.
| No | Titre                                 | Durée |
| -- | ------------------------------------- | ----- |
| 1. | Chimes of Freedom (prise 1)           | 3:12  |
| 2. | Chimes of Freedom (prise 3)           | 3:07  |
| 3. | Mr. Tambourine Man (prise 2)          | 0:46  |
| 4. | Black Crow Blues (en) (prise 1)       | 1:20  |
| 5. | Black Crow Blues (prise 2)            | 3:48  |
| 6. | I Shall Be Free No. 10 (en) (prise 1) | 0:50  |
| 7. | I Shall Be Free No. 10 (prise 2)      | 3:17  |
| 8. | I Shall Be Free No. 10 (prise 3)      | 5:09  |
| 9. | I Shall Be Free No. 10 (prise 4)      | 4:43  |

### Face 11
- Les titres 1 à 3 ont été enregistrés le 24 juillet 1964 au festival de folk de Newport.
- Les titres 4 à 6 ont été enregistrés le 8 août 1964 au Forest Hills Tennis Stadium de New York.

| No | Titre                          | Durée |
| -- | ------------------------------ | ----- |
| 1. | It Ain't Me, Babe              | 3:47  |
| 2. | All I Really Want to Do        | 3:40  |
| 3. | To Ramona (en)                 | 4:25  |
| 4. | Mama, You Been on My Mind (en) | 2:35  |
| 5. | It Ain't Me, Babe              | 3:51  |
| 6. | With God on Our Side           | 5:33  |

### Face 12
Ces titres ont été enregistrés le 10 octobre 1964 au Town Hall de Philadelphie.
| No | Titre                             | Durée |
| -- | --------------------------------- | ----- |
| 1. | The Times They Are a-Changin      | 3:33  |
| 2. | Girl from the North Country       | 4:06  |
| 3. | Who Killed Davey Moore?           | 3:40  |
| 4. | Talkin' John Birch Paranoid Blues | 4:12  |
| 5. | To Ramona                         | 5:11  |
| 6. | Ballad of Hollis Brown            | 5:48  |

### Face 13
Ces titres ont été enregistrés le 10 octobre 1964 au Town Hall de Philadelphie.
| No | Titre                                                 | Durée |
| -- | ----------------------------------------------------- | ----- |
| 1. | Chimes of Freedom                                     | 7:18  |
| 2. | I Don't Believe You (She Acts Like We Never Have Met) | 4:18  |
| 3. | It's Alright, Ma (I'm Only Bleeding)                  | 9:54  |

### Face 14
Ces titres ont été enregistrés le 10 octobre 1964 au Town Hall de Philadelphie.
| No | Titre                             | Durée |
| -- | --------------------------------- | ----- |
| 1. | Mr. Tambourine Man                | 7:00  |
| 2. | Talking World War III Blues       | 5:39  |
| 3. | A Hard Rain's a-Gonna Fall        | 7:44  |
| 4. | Don't Think Twice, It's All Right | 4:20  |

### Face 15
Ces titres ont été enregistrés le 10 octobre 1964 au Town Hall de Philadelphie.
| No | Titre                                | Durée |
| -- | ------------------------------------ | ----- |
| 1. | Only a Pawn in Their Game            | 4:53  |
| 2. | With God on Our Side                 | 6:35  |
| 3. | It Ain't Me Babe                     | 4:25  |
| 4. | The Lonesome Death of Hattie Carroll | 6:19  |
| 5. | All I Really Want to Do              | 3:20  |

### Face 16
Ces titres ont été enregistrés le 27 novembre 1964 au Masonic Memorial Auditorium de San Francisco.
| No | Titre                                | Durée |
| -- | ------------------------------------ | ----- |
| 1. | Gates of Eden                        | 6:04  |
| 2. | If You Gotta Go, Go Now (en)         | 2:54  |
| 3. | It's Alright, Ma (I'm Only Bleeding) | 8:26  |
| 4. | Talking World War III Blues          | 5:29  |
| 5. | Don't Think Twice, It's All Right    | 4:03  |
| 6. | Mama, You Been on My Mind            | 2:17  |

### Face 17
Ces titres ont été enregistrés le 25 novembre 1964 au Civic Auditorium de San José.
| No | Titre                             | Durée |
| -- | --------------------------------- | ----- |
| 1. | The Times They Are A-Changin      | 3:17  |
| 2. | Talkin' John Birch Paranoid Blues | 3:36  |
| 3. | To Ramona                         | 4:20  |
| 4. | Gates of Eden                     | 7:34  |
| 5. | If You Gotta Go, Go Now           | 2:26  |

### Face 18
Ces titres ont été enregistrés le 25 novembre 1964 au Civic Auditorium de San José.
| No | Titre                                | Durée |
| -- | ------------------------------------ | ----- |
| 1. | It's Alright, Ma (I'm Only Bleeding) | 7:30  |
| 2. | Mr. Tambourine Man                   | 6:02  |
| 3. | A Hard Rain's a-Gonna Fall           | 6:15  |
| 4. | Talking World War III Blues          | 4:43  |
| 5. | Don't Think Twice, It's All Right    | 4:21  |